# Wantownik

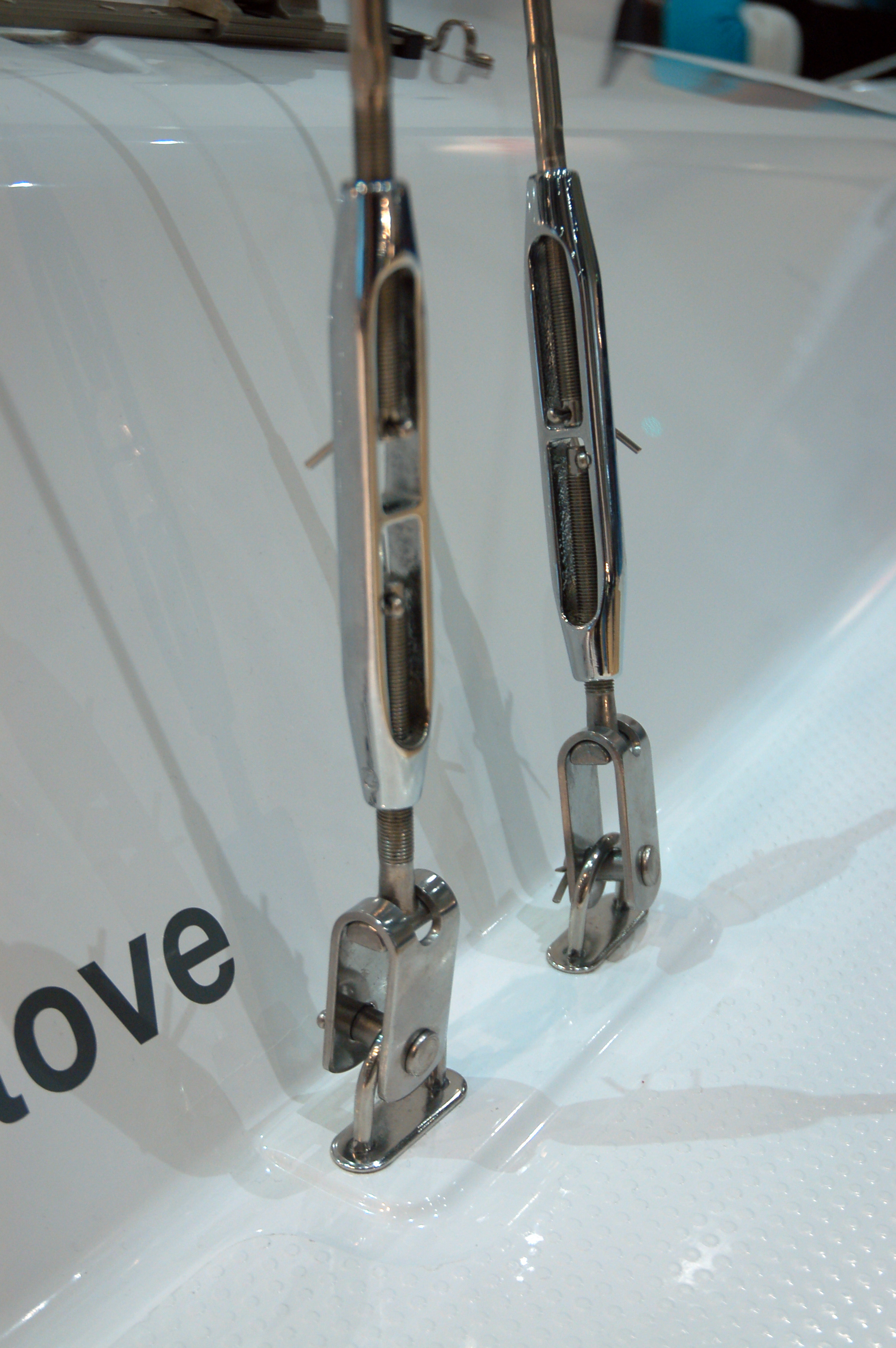
Wantowniki

Wantownik, podwięź wantowa lub podwięź burtowa – metalowe okucie służące do mocowania want lub innych lin olinowania stałego do kadłuba. Jego zadaniem jest rozłożenie naprężeń na jak największą liczbę elementów konstrukcyjnych kadłuba jednostki. Może mieć otwory służące do regulacji napięcia, gdy zachodzi potrzeba zbudowania tzw. drabinki wantowej. Konstrukcja podwięzi burtowej może być bardzo różna i zależy od rozmiarów kadłuba oraz techniki jego wykonania.